# Taylor Swift (album)
Pour les articles homonymes, voir Taylor Swift.
Albums de Taylor Swift
Sounds of the Season: The Taylor Swift Holiday Collection
(2007)
Singles
1. Tim McGraw
Sortie : 19 juin 2006
2. Teardrops on My Guitar
Sortie : 20 février 2007
3. Our Song
Sortie : 4 septembre 2007
4. Picture to Burn
Sortie : 3 février 2008
5. Should've Said No
Sortie : 19 mai 2008

Taylor Swift est le premier album studio de la chanteuse de country pop américaine éponyme, Taylor Swift. Après la signature d'un contrat de disque en 2005, l'album est sorti le 24 octobre 2006 chez le label indépendant Big Machine Records alors que Taylor Swift n'avait que 16 ans.
La plupart des chansons ont été écrites au cours de la première année de lycée de Taylor Swift. Elle a écrit ou coécrit avec Liz Rose toutes les chansons de l'album. Musicalement, l'album est un mélange de musique country et de musique pop et lyrique centré sur les relations amoureuses.
Cet album a été accueilli favorablement par les critiques internationales, qui ont salué le talent de Taylor Swift. L'album connaît un grand succès commercial aux États-Unis, il atteint la cinquième place au Billboard 200, il est en tête du Top Albums Chart Country pendant vingt-quatre semaines non consécutives, et a été certifié quatre fois disque de platine par la Recording Industry Association of America (RIAA). Taylor Swift a donc marqué le plus long nombre de semaines dans le Billboard 200 pour un album sorti au cours de la décennie. Il a également été bien classé en Australie, au Canada et au Royaume-Uni.
Cinq singles ont été tirés de l'album, qui ont tous été certifié disque de platine par la RIAA. Tim McGraw est sorti en tant que premier single de Taylor Swift, il est devenu un top dix sur Songs Billboard's Hot Country. Teardrops on My Guitar  est deuxième single de l'album et la meilleure chanson de Taylor Swift sur le Billboard Hot 100. Our Song est le troisième single extrait de l'album et est devenu son premier numéro un du Hot Country Songs. Picture to Burn et Should've Said No ont suivi en qualité de quatrième et cinquième single extrait de l'album, respectivement, à la fois de devenir un succès sur les palmarès country aux États-Unis et d'atteindre le numéro dix-huit dans les classements singles en  Nouvelle-Zélande. Taylor Swift a promu l'album en effectuant plusieurs concerts en différents endroits, dont la plupart en ouverture des concerts de Rascal Flatts, George Strait, Brad Paisley, Tim McGraw et Faith Hill.

## Historique
Taylor Swift est originaire de Wyomissing, en Pennsylvanie et a développé un intérêt précoce pour la musique country et l'écriture de chanson. Quand elle avait onze ans, elle et sa famille ont fait leur première visite à Nashville, Tennessee pour signer un contrat de disque, mais rien n'a été fait. Elle a souvent été jugé et rejeté par les maisons de disques du fait de son jeune âge. En ce qui concerne ces labels, qui l'ont rejetée, elle a dit :

« Je peux comprendre. Ils avaient peur de sortir un album d'une fille de 13 ans. Ils avaient peur de sortir un album d'une fille de 14 ans. Ensuite, ils avaient peur de sortir un album d'une fille de 15 ans. Ensuite, ils étaient nerveux au sujet mettre en vente un album d'une fille de 16 ans. Et je suis sûr que si je n'avais pas signé avec Scott Borchetta (directeur de Big Machine Records), tout le monde aurait eu peur de mettre sur le marché un album d'une fille de 17ans. »

Deux ans plus tard, sa famille déménage à Nashville, dans la même année, face au développement rapide avec RCA Records, dont elle a finalement été évincée pour avoir refusé d'être sur une entente de développement artiste. À l'âge de quatorze ans, elle a obtenu un contrat avec Sony Music / ATV. En 2005, alors qu'elle se produisait au Bluebird Café, elle a attiré l'attention de Scott Borchetta.

## Développement musical de l'album

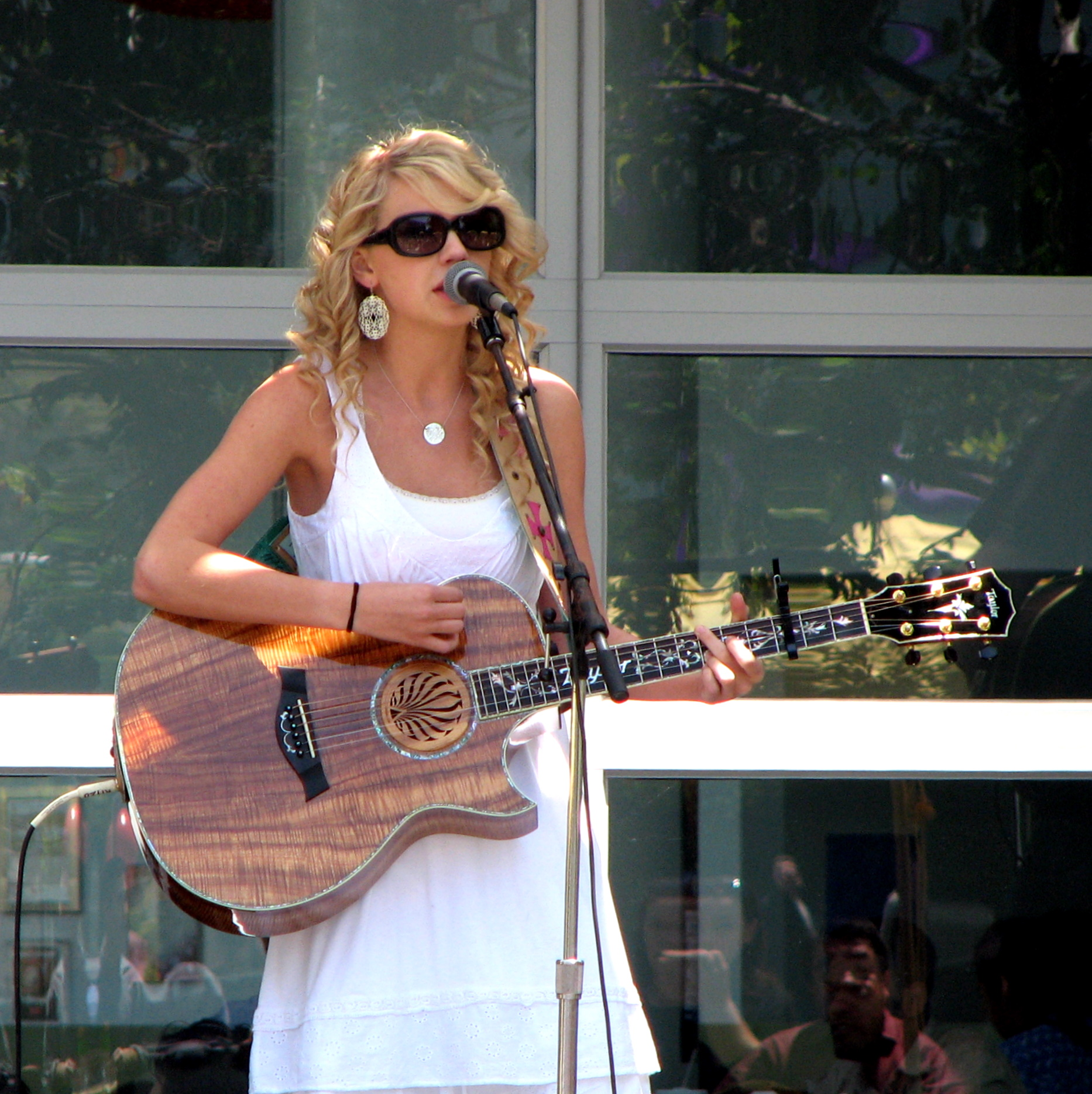
Taylor Swift chantant Tim McGraw

Taylor Swift a écrit Tim McGraw lors de sa première année de lycée, sachant qu'elle et son copain Brandon Borello allaient se séparer à la fin de l'année et qu'il la quitterai pour l'université. Liz Rose a dit que Taylor Swift s'est présenté à elle avec des chansons pour Sony / ATV avec « l'idée et la mélodie. Elle savait exactement ce qu'elle voulait ». La chanson nostalgique décrit une romance d'été et d'espoir de Taylor Swift. Borello et son souvenir lui faisait penser à Tim McGraw et sa chanson préférée Can't Tell Me Nothin. À l'inverse, Picture to Burn décrit une jeune fille furieuse après une rupture. Elle a dit que tandis que la chanson est sur « le juste d'être fou »  et le « complètement, brutalement honnête », elle lui a donné un avantage comique.
La chanteuse a écrit la chanson autobiographique The Outside à l'âge de douze ans, l'année où elle commence à écrire ses propres chansons. Comme beaucoup d'autres chansons qu'elle écrit dès le début, la chanson décrit la tristesse et la solitude ressentie lorsque l'amour de Taylor Swift pour la musique country est aliéné de ses pairs. Swift a écrit l'une des chansons les plus émotionnelles de l'album Tied Together with a Smile le jour où elle a appris qu'un de ses meilleurs amis était boulimique, un fait choquant pour elle. Elle a rappelé : « Comment quelqu'un qui peut paraitre si fort avoir une telle faiblesse horrible? Quelque chose qui pousse à la tuer ». Les paroles de Tied Together with a Smile décrivent une belle jeune fille qui essaie de cacher sa turbulence intérieure (ses troubles de l'alimentation). Cette chanson fut difficile à écrire car en plus d'être triste c'est la vie d'un ami qu'elle raconte. Elle a déclaré: « J'ai toujours pensé que pour les filles l'un des problèmes les plus négligé de l'Amérique est l'insécurité ».
Elle a écrit Should've Said No en traduisant en musique ce qu'il y avait de spectaculaire et de fou entre elle et lui. La chanson a été un ajout de dernière minute pour Taylor Swift car elle a été écrite seulement deux jours avant l'enregistrement et les livrets du CD étaient sur le point d'être imprimé. La dernière chanson se nomme Our Song. Il s'agit en fait d'un jeune couple qui n'ont pas de chanson qui leur est propre, alors les événements de leur vie devient leur chanson. Taylor voulait que cette chanson termine l'album car la dernière ligne de la chanson dit Play it again (Rejouez).

## Accueil critique
L'album Taylor Swift a été accueilli favorablement par la critique. Shelly Fabian sur About.com a dit de Taylor Swift « c'est l'une des plus talentueuses jeunes artistes de musique country d'aujourd'hui, qui fait un travail fabuleux mélange de country moderne et traditionnelle ». Fabian Taylor fait l'éloge d'avoir à la fois du fun, uptempo, comme Picture to Burn et Our Song, et des chansons émotionnelles, comme Teardrops On My Guitar et « liés ensemble avec le sourire ».
Jeff Tamarkin de Allmusic dit d'elle que « c'est une nouvelle, encore avec la voix de jeune fille, pleine d'espoir et de naïveté, mais c'est aussi une confiance et la maturité d'un futur numéro un ». Il a dit que son talent a été représenté à travers les chansons Tim McGraw, The Outside et Mary's Song (Oh My My My). Tamarkin a également critiqué le producteur Nathan Chapman pour appliquer un brillant que toutes les chansons n'ont vraiment pas besoin et dans certains cas, ferait mieux de la laisser faire.
Rick Bell de Country Standard Time a donné un avis positif, en disant que Taylor Swift était «un compositeur-interprète intelligent» et que «sa très personnelle écriture des chansons, notamment The Outside et Our Song étaient très remuant. Il a comparé la qualité de son son à Cyndi Thomson et Hilary Duff.
Chris Neal de Country Weekly a déclaré que Swift démontrait « une honnêteté, l'intelligence et l'idéalisme que les auditeurs de tout âge pourront se reconnaitre ».

## Performance dans les classements

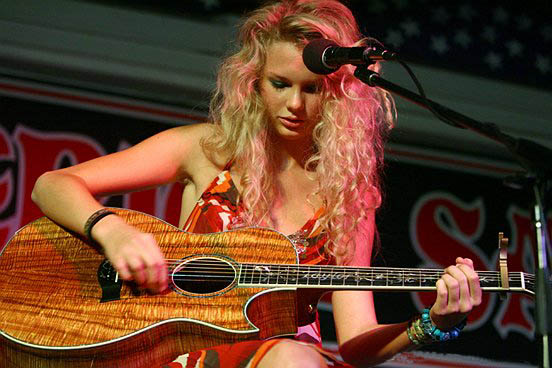
Taylor Swift chantant Teardrops on My Guitar

Dans la semaine se terminant le 11 novembre 2006, Taylor Swift fait ses débuts au numéro dix sur le Billboard 200 grâce à des ventes de 40 000 exemplaires. Après soixante-trois semaines sur le Billboard 200 le 19 janvier 2008, l'album atteint son apogée en atteignant la cinquième place en faveur de ventes s'élevant à 47 000 exemplaires en une semaine. L'album Taylor Swift a marqué le plus long séjour dans le Billboard 200 par un album sorti au cours la décennie avec 246 semaines .
L'album est en tête du Billboard Top Country Albums Chart pendant vingt-quatre semaines non consécutives entre le 4 août 2007 et le 26 juillet 2008 et la semaine suivante, le 2 août 2008, le nouvel EP de Taylor Swift Beautiful Eyes le remplace comme numéro un 26 juillet 2008. Avec l'album Taylor Swift numéro deux, Taylor Swift est la première artiste à tenir les deux premières positions sur le Billboard Top Country Albums Chart depuis LeAnn Rimes en 1997 avec Blue (album de 1996) et Unchained Melody: The Early Years (album de 1997),. Le 17 août 2009, l'album a été certifié quatre fois disque de platine par la RIAA pour la vente de 4 000 000 exemplaires.
L'album Taylor Swift a atteint la quatorzième place au classement du Canadian Albums Chart et la première au Canada Country Album Charts le 1er juin 2008. L'album a été certifié disque de platine par la Canadian Recording Industry Association (CRIA) pour la vente de 100 000 exemplaires.
En dehors de l'Amérique du Nord, l'album Taylor Swift a atteint la trente-troisième place de l'Australian Charts le 23 mars 2010 et la troisième du Australian Country Chart. L'album a été certifié disque d'or par l'Australian Recording Industry Association (ARIA). Le 5 septembre 2009 il est entré au Royaume-Uni au classement des albums à la quatre-vingt-huitième place, la semaine suivante il atteint son meilleur classement à la quatre-vingt-unième place.Il a été certifié en disque d'argent par la British Phonographic Industry (BPI) pour la vente de 60 000 exemplaires le 12 février 2010.

## Singles issus de l'album
Tim McGraw est le premier single issu de l'album Taylor Swift il est sorti le 19 juin 2006. L'idée de la chanson est venue à Taylor en cours de maths. Après l'école, elle s'est rendue au centre-ville avec sa coscénariste Rose Liz, s'est assise au piano et elles ont fini la chanson en 15 minutes. La chanson a été appréciée par la critique. Tim McGraw connu un succès commercial, atteignant la quarantième place au Billboard Hot 100 le 13 janvier 2007 et la sixième sur le Billboard Hot Country Songs le 27 janvier 2007. Il a été certifié disque de platine par la Recording Industry Association of America (RIAA) pour la vente de 1 000 000 exemplaires.
Le second single Teardrops on My Guitar est sorti le 24 février 2007 aux États-Unis et le 1er juin 2009 au Royaume-Uni comme seconde chanson de l'album Fearless. La chanson parle d'une fille qui est secrètement amoureuse d'un garçon nommé Drew, mais Drew est intéressé par une autre fille. La chanson évoque le déchirement d'aimer quelqu'un qui est si proche mais est hors de portée à la fois. Ce deuxième single connaît un grand succès commercial en devenant le single de Taylor Swift le mieux classé sur le Billboard Hot 100 à la treizième place le 1er mars 2008 après s'être classé second au Billebord Hot Country Songs le 18 avril 2007 et également septième du Billeboard Pop Song le 16 février 2008,. Il est devenu le premier succès pop de Taylor Swift. La chanson a été certifiée double disque de platine par la RIAA pour la vente de 2 000 000 exemplaires. Teardrops On My Guitar atteint la quarante-cinq place au Canada et la cinquante et unième au Royaume-Uni.

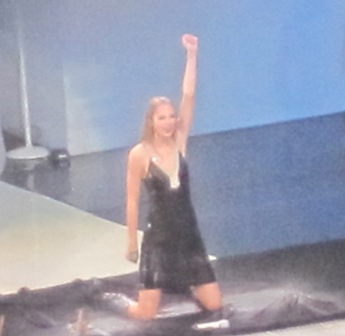
Taylor Swift chantant Should've Said No lors du Fearless Tour

Our Song est le troisième single extrait de l'album, sorti le 22 août 2007. La chanson a été très favorisée, être qualifié de «joyau» [41]. Our Song a atteint la seizième place sur le Billboard Hot 100 et a été certifié double disque de platine par la RIAA; elle est également devenue le premier numéro un de Taylor SZwift sur le Hot Country Songs le 22 décembre 2007. La chanson est devenue numéro trente sur le Canadian Hot 100 le 2 février 2008, devenant ainsi le meilleur classement de Taylor Swift au Canada.
Picture to Burn est sorti le 29 janvier 2008 c'est le quatrième single de Taylor Swift. Picture to Burn a été apprécié par la critique car les paroles reflétent le féminisme. Ce single s'est classé numéro 3 le 17 mai 2008 sur le Hot Country Songs et a été certifié disque de platine par la RIAA.
Should've Said No est sorti le 19 mai 2008 en tant que cinquième et dernier single extrait de l'album. Aux États-Unis, Should've Said No est devenu le deuxième numéro un de Taylor Swift au Hot Country Songs et a été certifié platine par la RIAA. La chanson a atteint son meilleur classement international dans le classement de Nouvelle-Zélande en prenant la dix-huitième place.

## Promotion de l'album
La première émission promotionnelle pour Taylor Swift a été sur le 24 octobre 2006 lors de Good Morning America où elle a interprété Tim McGraw et a été certifié platine par la RIAA. D'autres chansons de Taylor Swift ont été présentées sur les programmes de télévision, de spectacles, de prix et des festivals tels que le Salon Megan Mullally, New Faces Show, America's Got Talent, CMT Music Awards 2008 où elle interprète Picture to Burn et l'Academy of Country Music. Taylor Swift a passé une grande partie de l'année 2006 pour la promotion. Tim McGraw et Taylor Swift dans une tournée des radios. En ce qui concerne la vaste tournée de radio elle a déclaré: « Les tournées Radio pour la plupart des artistes durent les six dernières semaines avant la sortie de l'album, la mienne a duré six mois. C'est parce que je le voulais. Je voulais répondre à tous, aux gens qui ont été là pour m'aider ».

## Vidéos
La vidéo de Teardrops On My Guitar a été réalisée par Trey Fanjoy. Le clip a été tourné à Hume-Fogg High School dans le centre de Nashville. Dans la vidéo Taylor est amoureuse de son ami Drew (joué par Tyler Hilton), mais lui, il aime quelqu'un d'autre. Tout au long de la vidéo on voit des scènes où Taylor Swift porte une robe verte dans ce qui semble être une chambre à coucher, d'abord couchée sur le lit tenant une guitare, et puis debout à côté d'une cheminée. Une version de la vidéo avec un mélange de pop et de country est diffusée sur VH1, mais les autres médias jouent souvent la version originale.
La vidéo a également été nommée pour le prix de Meilleure jeune artiste lors des MTV Video Music Awards 2008, mais a terminé derrière Tokio Hôtel  avec Übers Ende der Welt.
La vidéo de Our Song a également été réalisé par Trey Fanjoy et a été créée sur  CMT en septembre 2007. Elle devient numéro un sur CMT Top Vingt Countdown le 22 novembre 2007, et y resta pendant quatre semaines. La vidéo a remporté les prix de la " Vidéo de l'année" et de l' "Artiste féminine de l'année aux CMT Music Awards en 2008. La vidéo a été visionnée plus de 29 millions de fois sur YouTube. Le clip commence par Taylor Swift parlant au téléphone avec son amie, et lors du premier refrain, elle chante la chanson tout en portant une robe bleue en face de sa maison. Dans le chœur suivant, elle chante la chanson en deux scènes, dans une salle avec son groupe et dans un lieu couvert avec de nombreux cadeaux et des roses. Le clip se termine sur son visage agrandi par la caméra.
Comme pour ses autres vidéos de singles, le clip de Picture to Burn a été réalisé par Trey Fanjoy. Le clip commence avec Taylor Swift et une amie (jouée par sa vraie meilleure amie, Abigail) regardant une photo de Swift et son ex-petit ami (Justin Sandy), avant de s'asseoir dans leur Ford Mustang et de l'espionner lui et sa nouvelle petite amie. Elle commence à rêver au saccage de la maison de son ex-petit ami, brûle alors la photo. Dans un entretien avec CMT, Taylor Swift a déclaré : « L'histoire de la vidéo : si vous rompez avec moi, mon groupe va fouiller dans votre maison ». La vidéo utilise la version radio de la chanson.

## Liste des titres

### Édition standard
Version commercialisée aux États-Unis et au Canada
| 1.    | Tim McGraw (chanson)       | Taylor Swift, Liz Rose                           | 3:54 |
| 2.    | Picture to Burn            | Taylor Swift, Liz Rose                           | 2:57 |
| 3.    | Teardrops on My Guitar     | Taylor Swift, Liz Rose                           | 3:37 |
| 4.    | A Place in This World      | Taylor Swift, Robert E. Orrall, Angelo Petraglia | 3:24 |
| 5.    | Cold as You                | Taylor Swift, Liz Rose                           | 4:03 |
| 6.    | The Outside                | Taylor Swift                                     | 3:31 |
| 7.    | Tied Together with a Smile | Taylor Swift, Liz Rose                           | 4:13 |
| 8.    | Stay Beautiful             | Taylor Swift, Liz Rose                           | 4:00 |
| 9.    | Should've Said No          | Taylor Swift                                     | 4:06 |
| 10.   | Mary's Song (Oh My My My)  | Taylor Swift, Liz Rose, Brian Maher              | 3:37 |
| 11.   | Our Song                   | Taylor Swift                                     | 3:24 |
| 39:03 |                            |                                                  |      |

### Édition De Luxe
| DVD   | DVD                                           | DVD                                              | DVD   | DVD | DVD | DVD | DVD | DVD | DVD |
| No    | Titre                                         | Auteur                                           | Durée |     |     |     |     |     |     |
| ----- | --------------------------------------------- | ------------------------------------------------ | ----- | --- | --- | --- | --- | --- | --- |
| 1.    | Tim McGraw                                    | Taylor Swift, Liz Rose                           | 3:54  |     |     |     |     |     |     |
| 2.    | Tim McGraw (Live at Grand Ole Opry)           | Taylor Swift, Liz Rose                           | 2:57  |     |     |     |     |     |     |
| 3.    | Tim McGraw (Live Yahoo! Music and Interview)  | Taylor Swift, Liz Rose                           | 3:37  |     |     |     |     |     |     |
| 4.    | Teardrops on My Guitar"                       | Taylor Swift, Robert E. Orrall, Angelo Petraglia | 3:24  |     |     |     |     |     |     |
| 5.    | Behind the Scenes of 'Teardrops on My Guitar' | Taylor Swift, Liz Rose                           | 4:03  |     |     |     |     |     |     |
| 6.    | Our Song                                      | Taylor Swift                                     | 3:31  |     |     |     |     |     |     |
| 7.    | Behind the Scenes of 'Our Song'               | Taylor Swift, Liz Rose                           | 4:13  |     |     |     |     |     |     |
| 8.    | Gac Short Cut Series: A Place in This World   | Taylor Swift, Liz Rose                           | 4:00  |     |     |     |     |     |     |
| 9.    | Picture to Burn                               | Taylor Swift                                     | 4:06  |     |     |     |     |     |     |
| 10.   | Taylor's Home Movie                           | Taylor Swift, Liz Rose, Brian Maher              | 3:37  |     |     |     |     |     |     |
| 11.   | Our Song                                      | Taylor Swift                                     | 3:24  |     |     |     |     |     |     |
| 12.   | I'm Only Me When I'm With You                 | Taylor Swift, Robert E. Orrall, Angelo Petraglia | 3:33  |     |     |     |     |     |     |
| 13.   | Invisible                                     | Taylor Swift, Robert Ellis Orrall                | 3:23  |     |     |     |     |     |     |
| 14.   | A Perfectly Good Heart                        | Taylor Swift, Brett James, Troy Verges           | 3:40  |     |     |     |     |     |     |
| 15.   | don't gave up                                 | Taylor Swift                                     | 4:43  |     |     |     |     |     |     |
| 16.   | rave on you                                   | Taylor Swift                                     | 4:19  |     |     |     |     |     |     |
| 17.   | Sans titre                                    | Taylor Swift                                     | 5:58  |     |     |     |     |     |     |
| 50:29 |                                               |                                                  |       |     |     |     |     |     |     |

### Pistes Bonus et Édition Internationale
| 1.    | Tim McGraw                           | Taylor Swift, Liz Rose                           | 3:54 |
| 2.    | Picture to Burn                      | Taylor Swift, Liz Rose                           | 2:57 |
| 3.    | Teardrops on My Guitar               | Taylor Swift, Liz Rose                           | 3:37 |
| 4.    | A Place in This World                | Taylor Swift, Robert E. Orrall, Angelo Petraglia | 3:24 |
| 5.    | Cold as You                          | Taylor Swift, Liz Rose                           | 4:03 |
| 6.    | The Outside                          | Taylor Swift,                                    | 3:31 |
| 7.    | Tied Together with a Smile           | Taylor Swift, Liz Rose                           | 4:13 |
| 8.    | Stay Beautiful                       | Taylor Swift, Liz Rose                           | 4:00 |
| 9.    | Should've Said No                    | Taylor Swift                                     | 4:06 |
| 10.   | Mary's Song (Oh My My My)            | Taylor Swift, Liz Rose, Brian Maher              | 3:37 |
| 11.   | Our Song                             | Taylor Swift                                     | 3:24 |
| 12.   | I'm Only Me When I'm With You        | Taylor Swift, Robert E. Orrall, Angelo Petraglia | 3:33 |
| 13.   | Invisible                            | Taylor Swift, Robert Ellis Orrall                | 3:23 |
| 14.   | A Perfectly Good Heart               | Taylor Swift, Brett James, Troy Verges           | 3:40 |
| 15.   | Teardrops on My Guitar (Version pop) | Taylor Swift, Liz Rose                           | 2:59 |
| 50:29 |                                      |                                                  |      |

### Version Karaoké
| CD    | CD                            | CD     | CD    | CD | CD | CD | CD | CD | CD |
| No    | Titre                         | Auteur | Durée |    |    |    |    |    |    |
| ----- | ----------------------------- | ------ | ----- | -- | -- | -- | -- | -- | -- |
| 1.    | Tim McGraw                    |        | 3:54  |    |    |    |    |    |    |
| 2.    | Picture to Burn               |        | 2:57  |    |    |    |    |    |    |
| 3.    | Teardrops on My Guitar        |        | 3:37  |    |    |    |    |    |    |
| 4.    | A Place in This World         |        | 3:24  |    |    |    |    |    |    |
| 5.    | Cold as You                   |        | 4:03  |    |    |    |    |    |    |
| 6.    | The Outside                   |        | 3:31  |    |    |    |    |    |    |
| 7.    | Tied Together with a Smile    |        | 4:13  |    |    |    |    |    |    |
| 8.    | Stay Beautiful                |        | 4:00  |    |    |    |    |    |    |
| 9.    | Should've Said No             |        | 4:06  |    |    |    |    |    |    |
| 10.   | Mary's Song (Oh My My My)     |        | 3:37  |    |    |    |    |    |    |
| 11.   | Our Song                      |        | 3:24  |    |    |    |    |    |    |
| 12.   | I'm Only Me When I'm With You |        | 3:33  |    |    |    |    |    |    |
| 13.   | Invisible                     |        | 3:23  |    |    |    |    |    |    |
| 14.   | A Perfectly Good Heart        |        | 3:40  |    |    |    |    |    |    |
| 49:44 |                               |        |       |    |    |    |    |    |    |

| 1.  | Tim McGraw                    |  |  |
| 2.  | Picture to Burn               |  |  |
| 3.  | Teardrops on My Guitar        |  |  |
| 4.  | A Place in This World         |  |  |
| 5.  | Cold as You                   |  |  |
| 6.  | The Outside                   |  |  |
| 7.  | Tied Together with a Smile    |  |  |
| 8.  | Stay Beautiful                |  |  |
| 9.  | Should've Said No             |  |  |
| 10. | Mary's Song (Oh My My My)     |  |  |
| 11. | Our Song                      |  |  |
| 12. | I'm Only Me When I'm With You |  |  |
| 13. | Invisible                     |  |  |
| 14. | A Perfectly Good Heart        |  |  |

## Musiciens et équipe technique
D'après la carte associée au CD

### Musiciens
| - Bruce Bouton – Dobro - Mike Brignardello – guitare basse - Nick Buda – batterie - Gary Burnette – guitare électrique - Nathan Chapman – guitare acoustique, guitare électrique, banjo, drums, guitare basse, Orgue Hammond, chœurs - Stephanie Chapman – chœurs - Eric Darken – percussions, vibraphone - Dan Dugmore – steel guitar - Shannon Forest – drums - Rob Hajacos – violon - Tony Harrell – claviers, orgue, accordéon | - Jeff Hyde – banjo - Andy Leftwich – violon - Liana Manis – chœurs - Tim Marks – guitare bass - Robert Ellis Orrall – chœurs - Lex Price – mandoline - Scotty Sanders – guitare, Dobro - Taylor Swift – chant, chœurs, guitare acoustique - Ilya Toshinsky – banjo, guitare acoustique - Wanda Vick – violon - John Willis – mandoline, guitare acoustique, banjo |

### Équipe technique
| - Chuck Ainlay — mixage audio - Jeff Balding — mixage audio - Scott Borchetta - producteur exécutif - Jason Campbell — production coordination - Chason Carlson — ingénieur du son - Aaron Chmielewski — assistant ingénieur du son - Allen Ditto — ingénieur du son - Gordon Hammon — assistant ingénieur du son | - Scott Kidd — assistant mixage audio - Greg Lawrence — assistant mixage audio - Clarke Schleicher — ingénieur du son - Steve Short — assistant ingénieur du son - Sandi Spika — ingénieur du son - Hank Williams — mastering - Whitney Sutton — production coordination |

## Récompenses
| Année | Travail nommé          | Prix              | Titre                                       |
| ----- | ---------------------- | ----------------- | ------------------------------------------- |
| 2007  | Tim McGraw             | BMI Awards        | Chanson de l'année                          |
| 2007  | Tim McGraw             | CMT Music Awards  | Vidéo espoir de l'année                     |
| 2007  | Teardrops on My Guitar | CMT Online Awards | Number 1 Streamed Studio 330 Sessions Video |
| 2008  | Our Song               | CMT Music Awards  | Vidéo de l'année                            |
| 2008  | Our Song               | CMT Music Awards  | Vidéo féminine de l'année                   |

## Statistiques de l'album

### Classements hebdomadaires
| Classement (2006-2009)          | Meilleure place |
| ------------------------------- | --------------- |
| Canada (Canadian Albums Chart)  | 14              |
| Écosse (OCC)                    | 71              |
| États-Unis (Billboard 200)      | 5               |
| États-Unis (Top Country Albums) | 1               |
| Royaume-Uni (UK Albums Chart)   | 81              |

| Classement (2010-2015)   | Meilleure place |
| ------------------------ | --------------- |
| Australie (ARIA)         | 33              |
| Irlande (IRMA)           | 59              |
| Japon (Oricon)           | 53              |
| Nouvelle-Zélande (RIANZ) | 38              |

### Certifications
| Pays                  | Certification | Unités certifiées |
| --------------------- | ------------- | ----------------- |
| Australie (ARIA)      | Platine       | 70 000            |
| Canada (Music Canada) | Platine       | 100 000           |
| États-Unis (RIAA)     | 7 × Platine   | 7 000 000         |
| Royaume-Uni (BPI)     | Or            | 100 000           |

## Statistiques des singles

### Performances dans les Hit-Parade
| Année | Singles                | Meilleure position | Meilleure position | Meilleure position | Meilleure position | Meilleure position | Meilleure position | Meilleure position | Meilleure position | Meilleure position |
| Année | Singles                | USA                | USA                | USA                | USA                | CAN                | CAN                | AUS                | UK                 | NZL                |
| Année | Singles                | Hot 100            | Country songs      | Pop 100            | Billboard          | Hot 100            | Country singles    | AUS charts         | UK singles         | Singles Chart      |
| ----- | ---------------------- | ------------------ | ------------------ | ------------------ | ------------------ | ------------------ | ------------------ | ------------------ | ------------------ | ------------------ |
| 2006  | Tim McGraw             | 40                 | 6                  | -                  | 33                 | 10                 | -                  | -                  | -                  | -                  |
| 2007  | Teardrops on My Guitar | 13                 | 2                  | 7                  | 11                 | 45                 | 6                  | -                  | 51                 | -                  |
| 2007  | Our Song               | 16                 | 1                  | 18                 | 15                 | 30                 | -                  | -                  | -                  | -                  |
| 2008  | Picture to Burn        | 28                 | 3                  | 49                 | 30                 | 48                 | 1                  | -                  | -                  | -                  |
| 2008  | Should've Said No      | 33                 | 1                  | 61                 | 40                 | 67                 | 5                  | -                  | -                  | 18                 |

### Certifications
| Année | Singles                | Certifications |
| Année | Singles                | USA            |
| ----- | ---------------------- | -------------- |
| 2006  | Tim McGraw             | Platine        |
| 2007  | Teardrops on My Guitar | 2 × Platine    |
| 2007  | Our Song               | 2 × Platine    |
| 2008  | Picture to Burn        | Platine        |
| 2008  | Should've Said No      | Platine        |